# Dru Joyce
Dru Joyce III, né le 29 janvier 1985, à Akron, en Ohio, est un joueur et entraîneur américain de basket-ball. Il évolue au poste de meneur. 

## Biographie
Durant ses années au lycée, il joue avec LeBron James au lycée de Saint Vincent-Saint Mary dans l'Ohio.
Entre 2003 et 2007, il joue ses quatre années universitaires chez les Zips d'Akron.
Le 28 juin 2007, automatiquement éligible à la draft 2007 de la NBA, il n'est pas sélectionné.
Le 18 août 2014, il signe en Allemagne, au Basketball Lowen Braunschweig.
Le 11 juin 2015, il reste en Allemagne et signe au S.Oliver Baskets.
Le 17 juillet 2016, il signe en Biélorussie, au BC Tsmoki-Minsk. Le 15 mars 2017, il revient en Allemagne et signe au Bayern Munich.
Le 19 juin 2017, il signe à Monaco. Le 31 octobre 2017, il signe en France au CSP Limoges.
Le 10 septembre 2018, il retourne en Allemagne où il signe au Science City Iéna.